# Стів Андрейчик
Стівен Джордж (Стів) Андрейчик (англ. Steven George (Steve) Andrascik; 6 листопада 1948, Шеррідон — 11 травня 2024) — канадський хокеїст, що грав на позиції крайнього нападника. Грав за збірну команду Канади.

## Ігрова кар'єра
Професійну хокейну кар'єру розпочав 1969 року.
1968 року був обраний на драфті НХЛ під 11-м загальним номером командою «Детройт Ред-Вінгс». 
Усю професійну клубну ігрову кар'єру, що тривала 10 років, провів у клубах ЦХЛ, АХЛ, ВХА та клубі НХЛ «Нью-Йорк Рейнджерс».

## Нагороди та досягнення
- Володар Кубку Колдера в складі «Герші Берс» — 1974.

## Статистика
| Сезон        | Клуб                              | Ліга         | Регулярний сезон | Регулярний сезон | Регулярний сезон | Регулярний сезон | Регулярний сезон | Плей-оф | Плей-оф | Плей-оф | Плей-оф | Плей-оф |
| Сезон        | Клуб                              | Ліга         | І                | Г                | П                | О                | ШХ               | І       | Г       | П       | О       | ШХ      |
| ------------ | --------------------------------- | ------------ | ---------------- | ---------------- | ---------------- | ---------------- | ---------------- | ------- | ------- | ------- | ------- | ------- |
| 1971–1972    | «Нью-Йорк Рейнджерс»              | НХЛ          | -                | -                | -                | -                | -                | 1       | 0       | 0       | 0       | 0       |
| 1974–1975    | «Індіанаполіс Рейсерс»            | ВХА          | 20               | 2                | 4                | 6                | 16               | -       | -       | -       | -       | -       |
| 1974–1975    | «Мічиган Стегс» «Балтимор Блейдс» | ВХА          | 57               | 4                | 7                | 11               | 42               | -       | -       | -       | -       | -       |
| 1975–1976    | «Цинциннаті Стінгерс»             | ВХА          | 20               | 3                | 2                | 5                | 21               | -       | -       | -       | -       | -       |
| Усього в ВХА | Усього в ВХА                      | Усього в ВХА | 97               | 9                | 13               | 22               | 79               | -       | -       | -       | -       | -       |
| Усього в НХЛ | Усього в НХЛ                      | Усього в НХЛ | -                | -                | -                | -                | -                | 1       | 0       | 0       | 0       | 0       |